# 溫如璋 (萬曆進士)
溫如璋（？—1608年），字孚德，號用庭，福建漳州府海澄縣人，明朝政治人物。

## 生平
萬曆十年（1582年）壬午科福建鄉試舉人，萬曆十七年（1589年）登己丑科進士。户部觀政，初授江西貴溪知縣，有治聲。丁艱去職，服闕，二十四年補霍丘知縣。三十年（1602年）二月擢爲廣西道監察御史。三十一年十一月出視兩浙鹽政，彈劾敢言。三十三年十一月巡按山东。三十五年又奉命巡按應天等府，次年發病而卒。

## 家族
曾祖温思厚。祖父温致穆。父温必充。